# Вермонт
Вермо́нт (англ. Vermont) — штат на північному сході США в регіоні Нова Англія. Межує з Массачусетсом на півдні, Нью-Гемпширом на сході, Нью-Йорком на заході та канадською провінцією Квебек на півночі. Вермонт є другим за найменшим населенням та шостим за найменшою площею з 50-ти штатів США. Столиця штату — місто Монтпілієр — є найменш населеною столицею штату у США. Найнаселеніше місто — Берлінгтон — є найменш населеним з американських найбільш населених міст штатів. Статистика Вермонту за рівнем злочинності за період 2016—2018 років робить його найбезпечнішим штатом у державі.
Площа — 24,9 тис. км². Населення — 624 тис. мешканців (2019). Офіційний девіз штату — «Свобода та єдність» (англ. Freedom and Unity). Офіційне прізвисько — «Штат Зелених гір» (слово Вермонт походить від фр. vert mont — «зелена гора»). Прийняте в США скорочення для назви штату — VT.

## Історія

### Період корінних народів
У період між 8500 та 7000 роком до н. е., за часів моря Шамплена, корінні народи США заселили та провадили мисливство на території нинішнього Вермонту. Упродовж архаїчного періоду (8 тисячоліття — 1000 р. до н. е.) перебували в стані постійного переселення. Упродовж вудлендського періоду (1000 р. до н. е. — 1600 р. н. е.) корінні народи заклали поселення та торгові мережі, розробили технології виготовлення кераміки, луків і стріл. Станом на 1500 рік, їхнє населення оцінюється чисельністю 10000 осіб.
Упродовж колоніального періоду, коли відбувалось заселення французькими колонізаторами, на цій території в основному мешкали абенацькі племена, відомі як Міссіквої або Сококи. Східну частину штату ймовірно також заселяли андроскоґґінські та пеннакукські народи.
Західніше Місісквої воювали як з ірокезькими Могавками, що заселяли велику Могавкську долину, так і з Могіканами. Велика частина племен згодом утворила Вабанакську конфедерацію за часів Війни Короля Філіпа. Воєнна кампанія англійських колонізаторів розбила та розпорошила більшість вижилих племен абенаків.

### Колоніальний період
Вважається, що першим європейцем, що побував у Вермонті, 1535 року став мореплавець Жак Картьє. 30 липня 1609 року французький мореплавець Самюель де Шамплен заявив про претензію на цю територію як на частину Нової Франції. 1666 року французькі колонізатори звели форт Сент-Анне на острові Айсль-ла-Мотт, створивши перше європейське поселення у Вермонті.

### Незалежність
15 січня 1777 року представники Нью-Гемпширських наділів оголосили про незалежність Вермонту. Упродовж шести місяців свого існування, незалежна держава називалась Республікою Новий Коннектикут.
2 червня 1777 року відбувся другий з'їзд 72-х делегатів, за рішенням якого державі було дано назву Вермонт. Це відбулось за порадою дружнього пенсильванця д-ра Томаса Янґа, що був товаришем і ментором Ітана Аллена. Д-р Янґ давав поради щодо того, як досягти прийняття до віднедавна незалежних Сполучених Штатів Америки в ролі 14-го штату. 4 липня було завершено написання Конституції Вермонту у Віндзорській таверні, а відтак 8 липня її було прийнято. Цей документ став першою конституцією в Північній Америці, яка забороняла рабство серед дорослих, оголошуючи про здобуття волі рабами-чоловіками у віці 21 року, а жінками у віці 18 років. Конституція також забезпечувала загальне право голосу серед чоловіків, а також оголошувала про підтримку громадських шкіл. Конституція Вермонту була чинною з 1777 по 1786 рік.

### Війна за незалежність США
Битва під Беннінгтоном 16 серпня 1777 року стала визначальною подією в історії штату Вермонт і США загалом. Об'єднані американські війська під керівництвом генерала Джона Старка атакували Гессенську колону в місті Гусік (штат Нью-Йорк), що розташований відразу біля Беннінгтона. Внаслідок бойових дій загинули або були взяті в полон практично всі воїни Гессенського війська. Генерал Берґойн, не зумівши впоратись із цими втратами, 17 жовтня того ж року разом із 6000 вцілілими бійцями здався в Саратозі (штат Нью-Йорк).
Битви під Беннінгтоном та Саратогою вважаються переломною точкою в Війні за незалежність США, позаяк вони завершились першими значними поразками британської армії. Річниця битви досі відзначається у Вермонті як офіційне свято.
Битва під Габбардтоном (7 липня 1777 року) була єдиною битвою під час Війни за незалежність у межах нинішніх кордонів Вермонту. Не зважаючи на технічну поразку Континентальних сил, ослаблена британська армія навіть не стала далі доганяти американців, які відступили з форту Тікондероґа.

### Прийняття до Союзу
Вермонт залишався самоврядною суверенною республікою з центром у містечку Віндзор упродовж 14 років. Незалежний Вермонт випускав власні монети з 1785 по 1788 роки, а також володів власною національною поштовою службою. Томас Чіттенден обіймав посаду губернатора Вермонту упродовж 1778—1789 та 1790—1791 років.
Оскільки штат Нью-Йорк продовжував заявляти про права на територію Вермонту, останній не міг бути прийнятим до Союзу відповідно до частини 3, статті IV Конституції, допоки не буде досягнуто згоди з боку Нью-Йорку. 6 березня 1790 року законодавчі збори Нью-Йорку дали свою згоду на основі досягнутої угоди про точні кордони між двома штатами. Під час зустрічі членів комісій від Нью-Йорку та Вермонту, перемовники з боку останнього наполягали на вирішенні конфліктів щодо прав власності на майно з ньюйоркцями, аби не відкладати цю справу для подальшого вирішення у федеральному суді. Перемовини було успішно завершено в жовтні 1790 року зі згодою Вермонту виплатити Нью-Йорку 30 000$, що будуть розподілені між тими ньюйоркцями, які заявляли про своє право на землю у Вермонті, передбачене земельними патентами Нью-Йорку. У січні 1791 року з'їзд у Вермонті проголосував 105—4 за петицію до Конгресу щодо вступу до федерального союзу. 18 лютого 1791 року Конгрес ухвалив рішення про прийняття Вермонту до Союзу на правах 14-го штату від 4 березня 1791 року. Вермонт став першим штатом, що вступив до Союзу після первісних 13-ти штатів.
Переглянута конституція 1786 року, яка встановлювала сильніший розподіл державної влади, була чинною до 1793 року, ще два роки після того, як Вермонт було прийнято до Союзу.
Згідно з законом «Про забезпечення свободи для всіх мешканців штату», рабство було офіційно заборонено у Вермонті 25 листопада 1858 року, менш ніж за три роки до Громадянської війни в США. Вермонтці забезпечували низку притулків для втікаючих до Канади рабів, що потім увійде до історії під назвою Підпільна залізниця.

### Громадянська війна

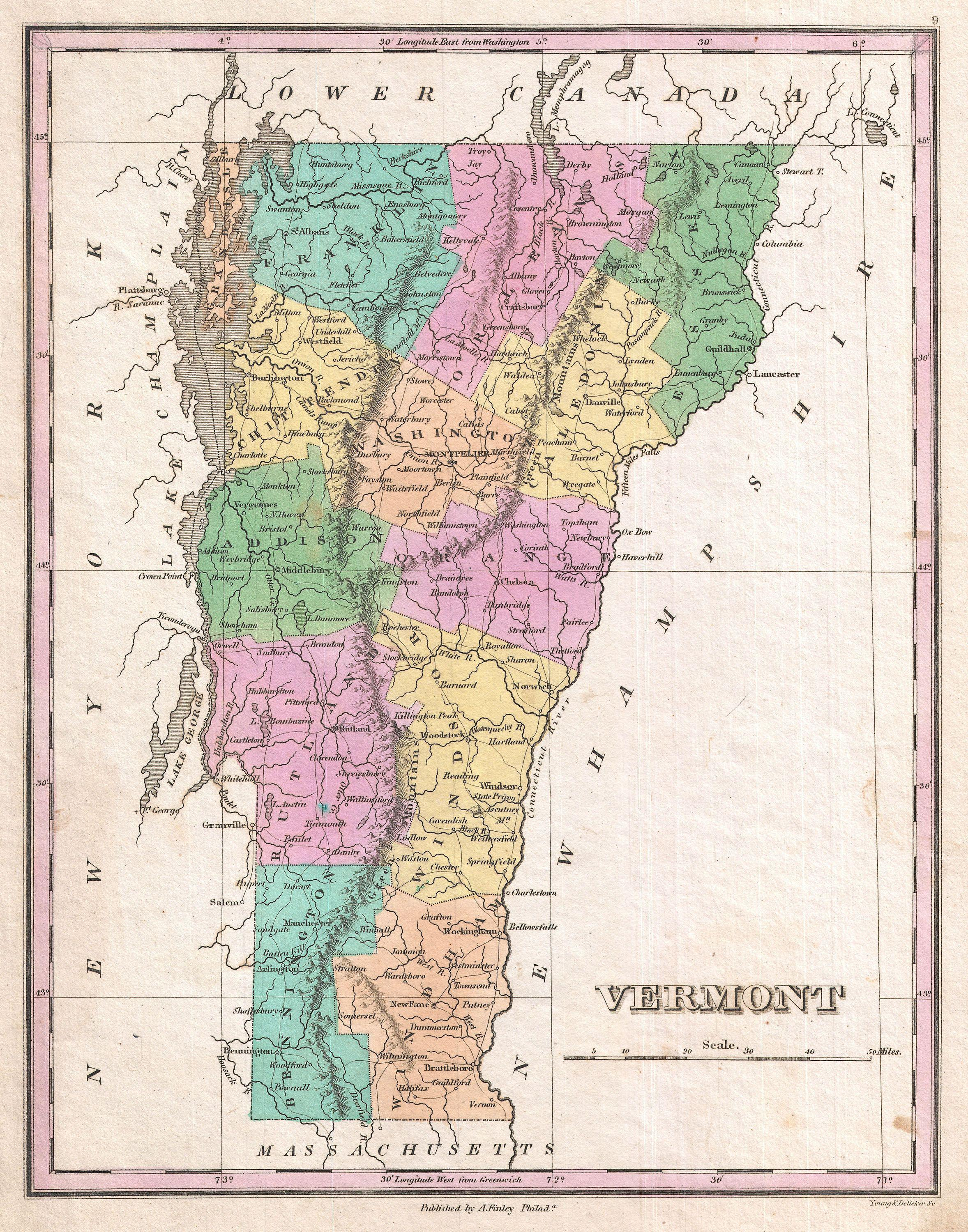
Вермонт 1827 року. Межі відтак відтоді змінились

Із середини 1850-х років частина вермонтців стали активістами, виступаючи проти рабства, яке раніше з докладеними зусиллями було обмежене до функціонування на Півдні. Уродженець Вермонта аболіціоніст Таддеус Стівенс представляв округ Пенсильванія в Конгресі. Він став національним лідером і просувачем радикальних республіканських цілей після Громадянської війни в США. Із занепадом Партії вігів постала Республіканська партія, кандидатів від якої підтримував сам Вермонт. 1860 року штат проголосував за Авраама Лінкольна на виборах президента США, забезпечивши йому найстрімкішу перемогу серед усіх штатів.
Упродовж Громадянської війни в США Вермонт відправив 33 288 чоловіків до служби у збройних силах США. 5 224 вермонтці (понад 15 %) загинули, були смертельно поранені в бою або померли від інших хвороб.
Найпівнічнішою воєнною сутичкою став Рейд у Сент-Олбанс — пограбування трьох банків у місті Сент-Олбанс, що відбулося в жовтні 1864 року, виконане 21 агентом Конфедерації. Поліційний загін переслідував рейдерів Конфедерації аж до Канади, де декількох із них було впіймано. Затриманих відповідно до закону було передано канадським органам. Канада відшкодувала втрати банків, відпустила, а відтак повторно заарештувала декого зі злочинців.

## Географія
Рельєф височинно-гористий (Зелені гори); мішані ліси, в горах хвойні.

### Міста
У Вермонті є 9 інкорпорованих міст:
| Місто           | Населення |
| --------------- | --------- |
| Берлінгтон      | 42,417    |
| Саут-Берлінгтон | 17,904    |
| Ратленд         | 16,495    |
| Барр            | 9,052     |
| Монтпілієр      | 7,855     |
| Вінускі         | 7,267     |
| Сент-Олбанс     | 6,918     |
| Ньюпорт         | 5,005     |
| Вердженнес      | 2,741     |

Найбільшим містом за чисельністю населення є Берлінгтон. Його метрополійна територія також є найнаселенішою в штаті з оціненою чисельністю населення 218 395 осіб (2017).

### Найбільші містечка
Хоч ці містечка і є достатньо великими, щоб називатись містами, втім вони не є інкорпоровані.
| Містечко       | Населення |
| -------------- | --------- |
| Ессекс         | 19,587    |
| Колчестер      | 17,067    |
| Беннінгтон     | 15,764    |
| Братлборо      | 12,046    |
| Мілтон         | 10,352    |
| Гартфорд       | 9,952     |
| Спринґфілд     | 9,373     |
| Віллістон      | 8,698     |
| Міддлбері      | 8,496     |
| Барр           | 7,924     |
| Сент-Джонсбері | 7,603     |
| Шелбурн        | 7,144     |

### Клімат
Середньорічна температура в штаті становить 6 °C. Вермонт розміщений в зоні вологого континентального клімату з багнистими веснами, здебільшого легким раннім літом, спекотним серпнем; осені барвисті: пагорби Вермонту набувають червоного, помаранчевого та (цукрові клени) золотистого листяного забарвлення з наближенням холодної погоди. Зими холодніші з підвищенням висоти. За класифікацією кліматів Кеппена, у Вермонті наявний теплий вологий континентальний клімат (Dfb).

### Геологія

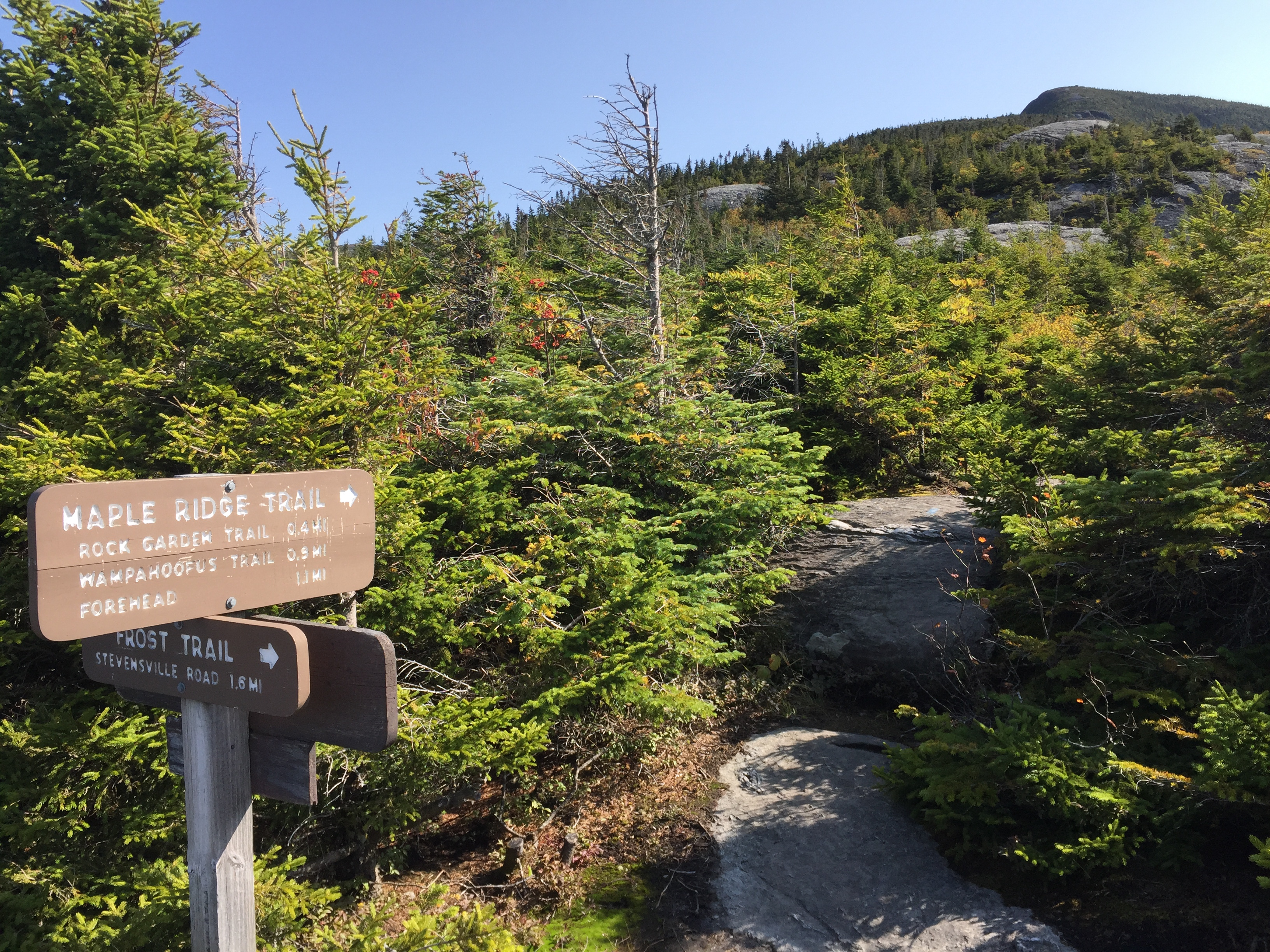
Гора

У Вермонті розрізняють п'ять різних фізико-географічних регіонів. Категоризовані за геологічними та фізичними властивостями, це: Північно-східні нагір'я, Зелені гори, Таконічні гори, Шамплейнове пониззя та Підніжжя Вермонту.

## Демографія

### Характеристика населення
Расовий/етнічний склад населення Вермонту 
(н/і — неіспаномовні; іспаномовні вважаються окремою категорією)
4,3 % мешканців штату самоідентифікувалися як білошкірі неіспаномовного та нелатиноамериканського походження (2013). За результатами перепису населення 2010 року, Вермонт був другим найбілішим штатом США після Мену.
2009 року 12,6 % мешканців віком від 15 років були розлучені (п'ятий за величиною показник у США). 2008 року медіанний вік вермонтців становив 40,6 року, а робочої сили — 43,7 року (середньодержавний показник — 41,1 року).
Вермонт посідає перше місце за кількістю людей, що ідентифікують себе належними до ЛГБТ-спільноти — 5,3 % мешканців штату. Густина ЛГБТ-населення є другою за величиною в США, поступаючись лише округу Колумбія.
У слід за загальнодержавною тенденцією споживання опіоїдів (майже потроєння), кількість осіб, що звертаються за медичною допомогою у зв'язку із залежністю від опіоїдів, зросла з 650 осіб 2011 року до 7 500 осіб 2016 року.

### Мовний склад населення (2010)
| Мови                | Частка людей старше 5 років, % |
| ------------------- | ------------------------------ |
| Англійська          | 94,56                          |
| Французька          | 1,78                           |
| Іспанська           | 1,20                           |
| Німецька            | 0,44                           |
| Китайська           | 0,22                           |
| Сербсько-хорватська | 0,15                           |
| В'єтнамська         | 0,13                           |
| Італійська          | 0,11                           |
| Російська           | 0,11                           |
| Непальська          | 0,09                           |
| інші                | 1,34                           |

### Расово-етнічний склад населення[1]
|                                                   | 2000, % | 2005, % | 2010, % | 2015, % | 2021, % |
| ------------------------------------------------- | ------- | ------- | ------- | ------- | ------- |
| білі (без врахування латиноамериканців)           | 96,3    | 95,3    | 94,4    | 93,3    | 92,2    |
| окремо латиноамериканці                           | 0,9     | 1,2     | 1,5     | 1,8     | 2,2     |
| азіати                                            | 0,9     | 1,1     | 1,3     | 1,7     | 2,0     |
| змішані раси (мультираса)                         | 1,0     | 1,2     | 1,5     | 1,7     | 1,9     |
| чорні                                             | 0,5     | 0,7     | 1,0     | 1,2     | 1,3     |
| корінні американці (індіанці та вихідці з Аляски) | 0,4     | 0,4     | 0,3     | 0,3     | 0,3     |

### Релігія
| Релігія у Вермонті (2014) | Релігія у Вермонті (2014) | Релігія у Вермонті (2014) | Релігія у Вермонті (2014) | Релігія у Вермонті (2014) |
| ------------------------- | ------------------------- | ------------------------- | ------------------------- | ------------------------- |
| Релігія                   |                           |                           | Відсоток                  |                           |
| Немає                     | Немає                     |                           | 37%                       | 37%                       |
| Протестантство            | Протестантство            |                           | 30%                       | 30%                       |
| Католицтво                | Католицтво                |                           | 22%                       | 22%                       |
| Православ'я               | Православ'я               |                           | 1%                        | 1%                        |
| Юдаїзм                    | Юдаїзм                    |                           | 2%                        | 2%                        |
| Індуїзм                   | Індуїзм                   |                           | 1%                        | 1%                        |
| Буддизм                   | Буддизм                   |                           | 1%                        | 1%                        |
| Інша                      | Інша                      |                           | 3%                        | 3%                        |
| Не знає                   | Не знає                   |                           | 2%                        | 2%                        |

## Економіка
Молочне тваринництво, вирощування овочів та фруктів (яблука, кленовий сироп); видобуток мармуру, граніту; лісові господарства; виробництво меблів, офісного устаткування, паперу та устаткування для паперової промисловості.[джерело?] Видобувається біла глина, граніт, мармур, сланець. Є туризм, місця для зимових видів спорту.

## Галерея

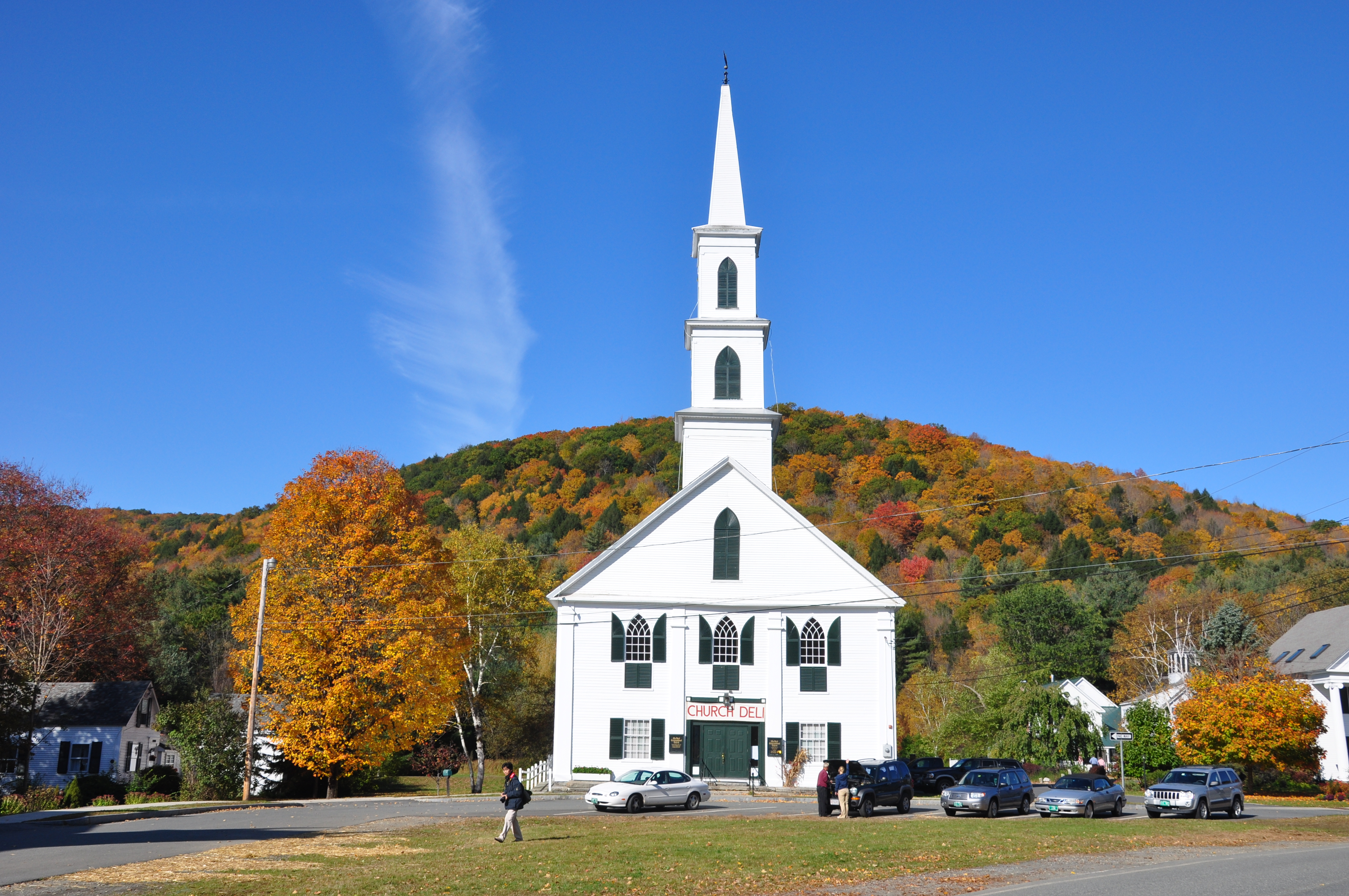
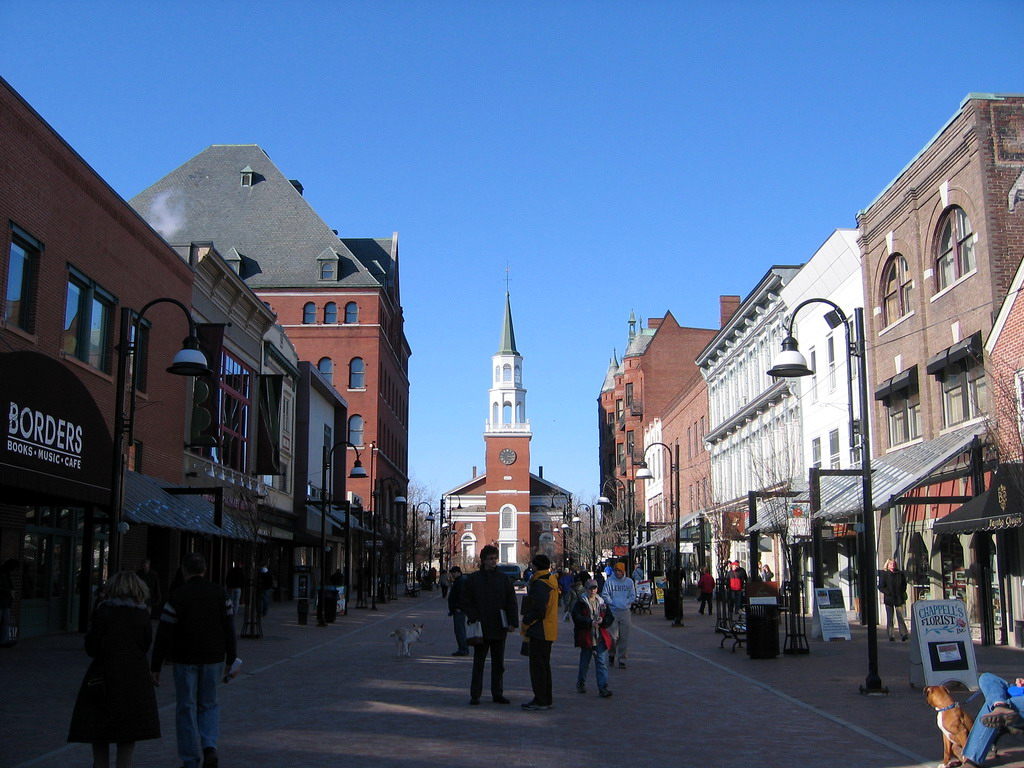
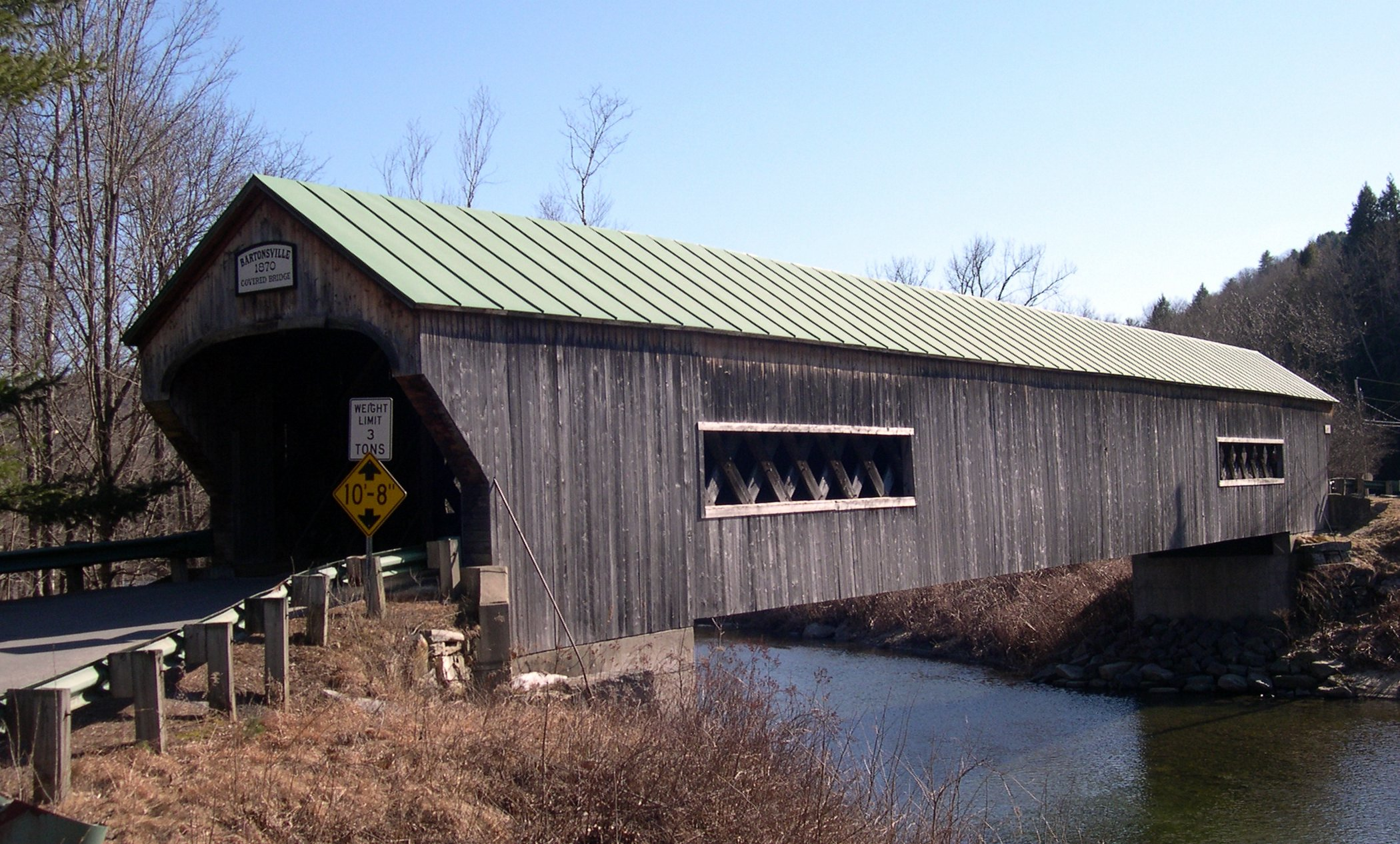

## Відомі люди
- Честер Артур,
- Калвін Кулідж,
- Джон Девей.